# コンラート3世 (ドイツ王)
コンラート3世（Konrad III., 1093年 - 1152年2月15日）は、ホーエンシュタウフェン朝初代ローマ王（ドイツ王、在位：1138年 - 1152年）。神聖ローマ帝国史上初めて皇帝としての正式な戴冠を果たせなかったローマ王である。シュヴァーベン大公フリードリヒ1世と皇帝ハインリヒ4世の長女アグネスの間の次男。シュヴァーベン大公フリードリヒ2世の弟、ザーリアー朝最後の皇帝ハインリヒ5世の甥。オーストリア辺境伯兼バイエルン公ハインリヒ2世、レオポルト4世、フライジングのオットーなどの異父兄に当たる。
1127年から1135年の間はズップリンブルク家の皇帝ロタール3世の対立ローマ王で、イタリア王としても即位した（戴冠：1128年6月29日）。ロタール3世の権力を引き継いだヴェルフ家との戦いで帝位にこそ就けなかったが、巧みな外交戦略でシュタウフェン朝の基盤を固めた。皇帝派（ギベリン）の祖とも言える。

## 生涯

### ローマ王選出前
1125年にザクセン公ロタールがローマ王（ドイツ王）ロタール3世に選出されるとこれを認めず、兄と共に反乱を起こし、1127年に対立王に選出された。翌1128年にはイタリア遠征を敢行してモンツァでミラノ大司教によりイタリア王にも戴冠されたが1130年に帰国、5年後の1135年にロタール3世と和睦して王位を放棄した。翌1136年にロタール3世のイタリア遠征に同行している。
翌1137年にロタール3世がイタリア遠征の帰途で死去、ロタール3世には継嗣が無かったため、選帝侯達は次のローマ王を選出するため、コブレンツにて1138年3月7日に選挙を行った。ロタール3世は自分の後継者に婿で娘ゲルトルートの夫のヴェルフ家のバイエルン公兼ザクセン公ハインリヒ10世（傲岸公）を望んでいたが、投票ではホーエンシュタウフェン家のコンラート3世が最多票を得て新たな王として選出された。選帝侯達は強力な君主の出現を望んでいなかったため、当時は弱小勢力に過ぎなかったコンラート3世を選んだのである。

### ヴェルフ家との抗争
即位直後は傲岸公が帝国権標を引き渡し王位請求権を放棄、恭順の態度を示したが、傲岸公の力を削ぐことを図ったコンラート3世は彼にザクセンとバイエルンどちらかの放棄を求めた。傲岸公が命令を拒否すると帝国追放刑に処し、領土を全て没収してザクセンをバレンシュテット伯アルブレヒト熊公、バイエルンを異父弟のオーストリア辺境伯レオポルト4世に与えた。だが傲岸公らヴェルフ家の抵抗は激しく、熊公はザクセンを支配出来ず退去したばかりかホルシュタイン伯アドルフ2世の離反も招き、混乱に乗じたヴェンド人の略奪を受ける有様だった。
1139年に傲岸公が死んだ後も息子のハインリヒ12世（獅子公）と母方の祖母でロタール3世の未亡人リヒェンツァがザクセンで抵抗を続け、1140年にはバイエルンでも傲岸公の弟のヴェルフ6世がレオポルト4世を破った。事態を重く見たコンラート3世は自ら遠征、ヴェルフ6世が籠城するヴァインスベルク城を包囲して落とした（この時籠城側の兵士たちが包囲側を罵倒した言葉がゲルフとギベリン（教皇派と皇帝派）の語源になる）。
1141年にリヒェンツァとレオポルト4世が没し、翌1142年5月3日に開かれたフランクフルト諸侯会議で和睦が成立、熊公はザクセンを放棄して獅子公が受け取り、レオポルト4世の兄でコンラート3世の異父弟ハインリヒ2世はオーストリアとバイエルンを継承したが、ヴェルフ6世はバイエルンを放棄せず、シチリア王ルッジェーロ2世の財政援助を受けて抵抗を続けた。コンラート3世は対抗のため東ローマ帝国皇帝ヨハネス2世と同盟を結び、息子のマヌエル1世に義妹ベルタ・フォン・ズルツバッハを嫁がせ（1146年に結婚）、皇帝では無いにもかかわらず自らを東ローマ皇帝と同格との意識を持ち、ルッジェーロ2世の拡張政策を阻止しようとした。また内乱によりドイツでの支配地域は限定的で脆弱だった立場を強化するため、フランケン地方などの領地を交換・購入・相続などで拡張してミニステリアーレに領地管理させ、森林開墾・植民も行った。

### 十字軍に参加
1146年12月、ローマ教皇エウゲニウス3世の十字軍勧説を委託されたクレルヴォーのベルナルドゥスに説得され、1147年の第2回十字軍に参加した。3月のフランクフルト諸侯会議で長男ハインリヒ6世をローマ王に選出させ、マインツ大司教ハインリヒ1世に不在のドイツを預けた上で東方へ出発、途中で東ローマ帝国軍との衝突はあったが、9月にコンスタンティノープルに到着して義弟マヌエル1世と会見した。
会議でマヌエル1世から行軍の困難さを理由にムスリムとの戦闘を止めるように言われたが断り、異父弟のフライジングのオットー（ハインリヒ2世とレオポルト4世の弟）が率いる部隊は海岸沿いに行かせ、残りの軍を率いてアナトリア半島内陸部を進んだ。ところがそこで兵糧が尽きて餓死者が続出、軍が弱体化した所にルーム・セルジューク朝のムスリム軍に襲撃され大敗した（ドリュラエウムの戦い）。コンラート3世は命からがら撤退してコンスタンティノープルへ引き返し（オットーの部隊もムスリム軍に襲われ壊滅）、1148年に海路エルサレムへ向かいフランス王ルイ7世と会見、ダマスカスを包囲したが失敗（ダマスカス包囲戦）、9月にエルサレムを離れて翌1149年に帰国した。第2回十字軍は成果が無かったばかりか、獅子公など参加しなかったドイツ諸侯が別の十字軍を結成してヴェンド人を討伐（ヴェンド十字軍）、北ドイツにおける王権の影響力低下が表れていた。一方でマヌエル1世との同盟を強化してルッジェーロ2世・ヴェルフ6世の同盟への対抗姿勢を継続した。
ドイツに帰国してからはヴェルフ6世・獅子公らヴェルフ家との戦闘を再開したが決着がつかず、ローマで反乱を起こしたアルノルド・ダ・ブレシアら市民層やエウゲニウス3世からそれぞれ皇帝戴冠と引き換えにした援助を要請されるが、1152年、病に倒れて死を悟ったコンラート3世は、甥のフリードリヒ1世（バルバロッサ）を後継者として指名し、間もなく世を去った。長男ハインリヒ6世には1150年に先立たれ、次男フリードリヒ4世は幼少なのに対し、フリードリヒ1世の能力を高く評価していたため、あえて後継者として指名したのである。
コンラート3世は国内分裂が災いして教皇から戴冠を受けられず、皇帝に即位することなく生涯を閉じている。ヴェルフ家との内乱でその治世は多難を極めたが、制約された治世でも王権の強化、フランケン・シュヴァーベンにおける権力基盤の構築などホーエンシュタウフェン家の領土拡大に成功を収め、巧みな外交戦略をもって諸侯と提携を図るなどしており、これらの政策はフリードリヒ1世に受け継がれていった。

## 子女
最初の妃ゲルトルート・フォン・コンブルクとの間に3女をもうけた。
- ベルタ
- ゲルトルート
- アグネス（? - 1151年） - キエフ大公イジャスラフ2世妃

2番目の妃であるズルツバッハ伯ベレンガル2世の娘ゲルトルート・フォン・ズルツバッハ（1146年没）との間に2男を儲けた。
- ハインリヒ（6世）（1137年 - 1150年） - ローマ王（在位：1147年 - 1150年）
- フリードリヒ4世（1145年 - 1167年） - シュヴァーベン大公、ローテンブルク公（在位：1152年 - 1167年）、妻はハインリヒ獅子公の娘ゲルトルート